# Hain (Neukieritzsch)

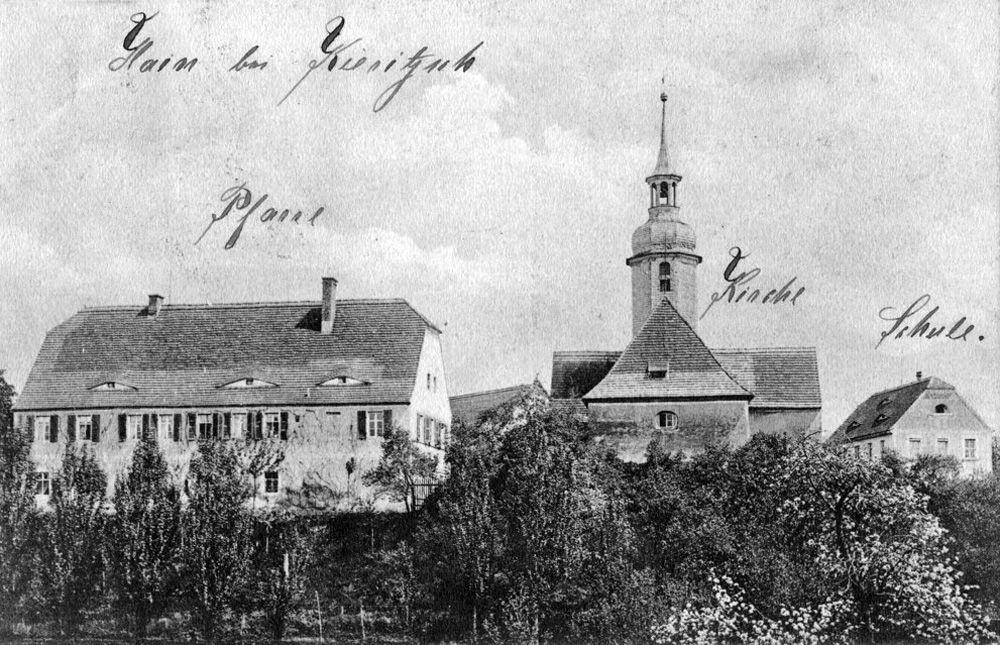
Hain 1907

Hain (früher auch Hayn) war ein Dorf südlich von Leipzig, das zwischen 1968 und 1971 dem Braunkohlebergbau durch den Tagebau Witznitz II zum Opfer gefallen ist. Ab 1948 war sein Nachbarort Kreudnitz nach Hain eingemeindet. 1971 wurde die Flur des devastierten Ortes Hain nach Kahnsdorf eingeordnet. Heute gehört die Flur von Hain zur Gemeinde Neukieritzsch im sächsischen Landkreis Leipzig. Hain ist Namensgeber für den Hainer See, der nach der Flutung eines Tagebaurestlochs entstanden ist.

## Lage

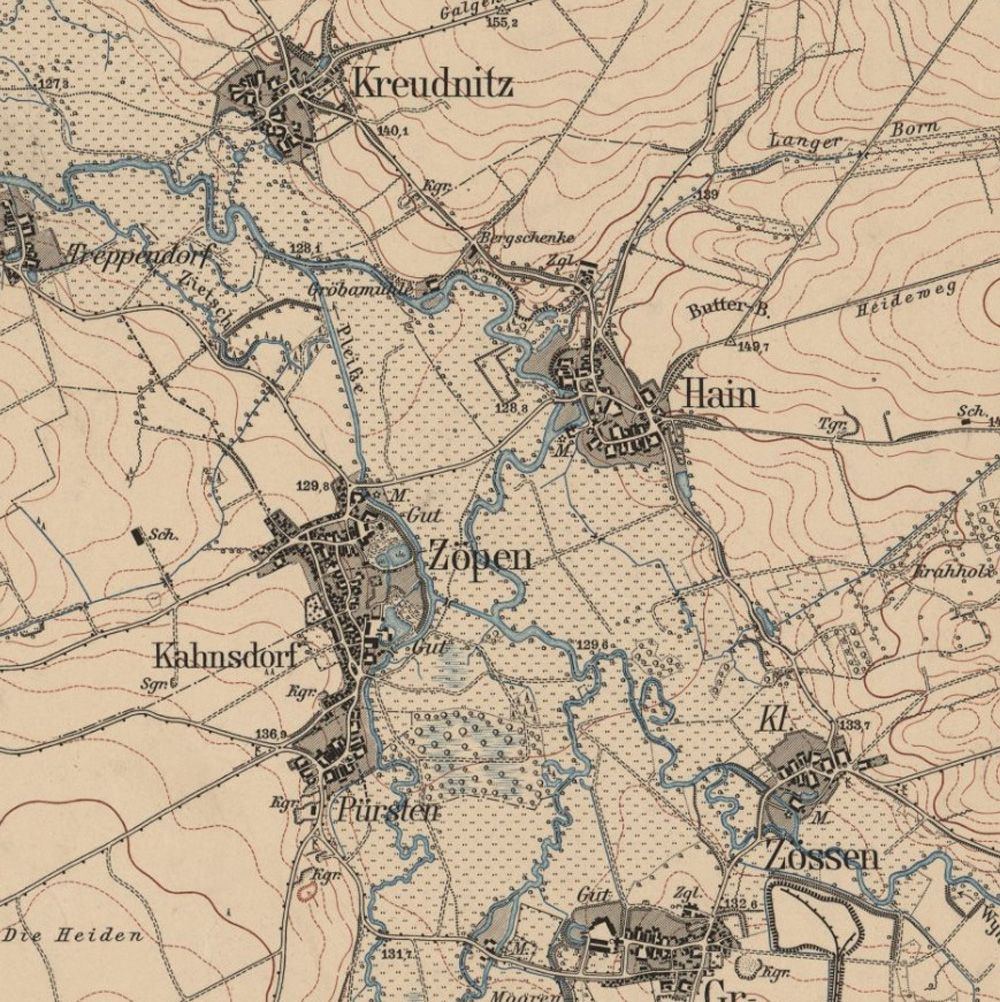
Hain auf einer Karte von 1908

Hain lag zwischen Rötha im Nordwesten und Borna im Südosten im südlichen Teil der Leipziger Tieflandsbucht. Durch den Ort verlief die ehemalige Poststraße von Leipzig nach Altenburg, die der Trasse der mittelalterlichen Handelsstraße Via Imperii folgte. An dieser Straße mit dem Bau der höher gelegenen Fernstraße über Espenhain zu Beginn des 19. Jahrhunderts verlor Hain diesen Anschluss. Zu Hain gehörte von alters her im Nordosten Gutengröba, das aus der Gröbamühle an der Pleiße und der Gaststätte Bergschänke an der Poststraße bestand. Zwischen Gutengröba und Hain führte die Poststraße durch die Talsenke des Baches Langer Born.
Hain lag auf ansteigendem Gelände am Ostufer der Pleiße, weshalb sich seine Feldflur nach Osten erstreckte und im Westen über der Pleiße in der Aue Wiesengelände zu finden war. Südlich von Hain mündete ehemals die Wyhra in die Pleiße. Die umliegenden Orte waren von Norden im Uhrzeigersinn Kreudnitz, Espenhain, Groß- und Kleinzössen, Kahnsdorf mit Zöpen und Pürsten, Trachenau mit Treppendorf und Gaulis.
Die ehemalige Ortslage von Hain ist heute im Norden des Hainer Sees südwestlich des zu Rötha gehörigen Nordstrands. Der Hainer See gehört zum Leipziger Neuseenland. 

## Geschichte

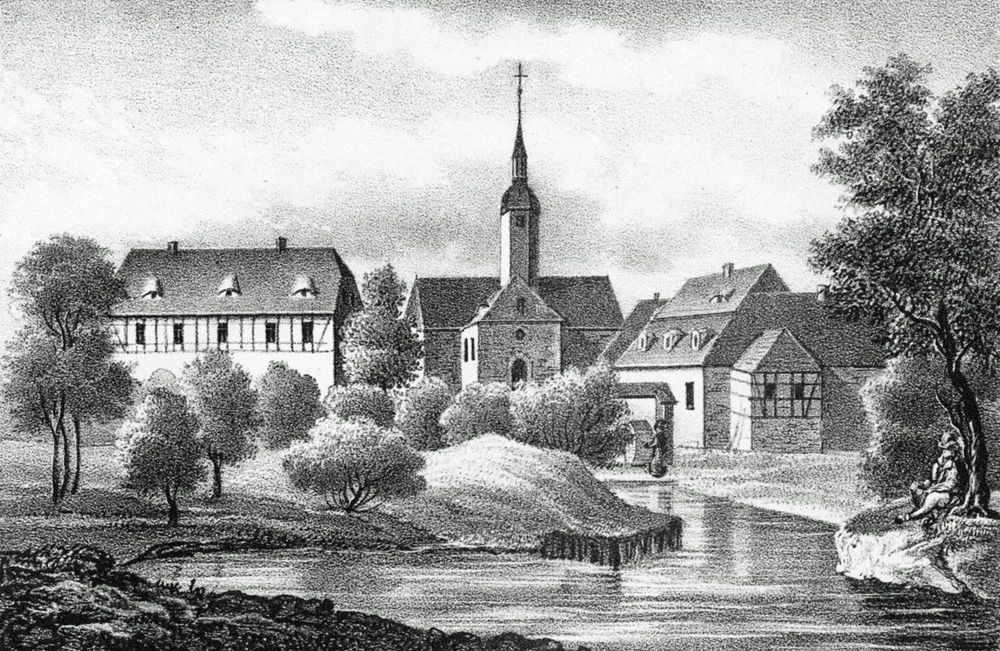
Die Hainer Kirche um 1840

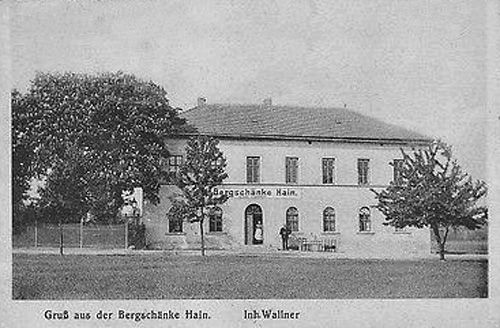
Die Bergschänke im Ortsteil Gutengröba

Der Volkssage nach soll ehedem in der Umgebung ein Raubschloss gestanden haben, das aber nicht nachgewiesen werden konnte. Nur einige Flurnamen sind ein Indiz dafür.
Die erste schriftliche Erwähnung Hains 1350 steht im Zusammenhang mit dem Patronatsrecht, woraus auf die Existenz einer Kirche oder Kapelle geschlossen werden kann. Seit 1465 gehörte Hain grundherrschaftlich zum  Rittergut Großzössen.
Kirchliche Nachrichten liegen erst seit der Zeit der Reformation vor, die in Hain zwischen 1528 und 1533 eingeführt wurde. Aus denen geht hervor, dass Georg Spalatin in Hain Kirchenvisitationen durchgeführt hat. 1543 wurden die Pfarreien von Hayn und Kreudnitz unter einem Pfarrer als gleichberechtigt zusammengelegt, und das Patronatsrecht ging abwechselnd an Großzössen und Rötha. Die letzte Hainer Kirche wurde 1688/89 erbaut, nachdem vorhergehende nach Brandschäden immer wieder rekonstruiert worden waren. Der einfache Bau trug einen Turm in barockem Stil mit Uhr und drei Glocken, der als Dachreiter ausgeführt war.
Hain mit dem zugehörigen Gutengröba lag bis 1856 im kursächsischen bzw. königlich-sächsischen Amt Borna. Ab 1856 gehörte Hain zum Gerichtsamt Rötha und ab 1875 zur Amtshauptmannschaft Borna. Am 1. September 1948 wurde Kreudnitz nach Hain eingemeindet.
Lange Zeit blieb Hain vom Braunkohleabbau im Bornaer Revier unberührt. Dies änderte sich, nachdem im südwestlich gelegenen Tagebau Witznitz II im Jahr 1960 mit Anlage des Drehpunkts Kahnsdorf das Baufeld 2 eröffnet wurde. In Vorbereitung des Kohleabbaus wurde 1963/64 die Pleiße im Westen um den Tagebau herumgeführt, 1968 Kreudnitz aufgelöst und seine Fluren bis 1971 überbaggert. Zeitgleich mit Hain erfolgte der Abbruch von Kleinzössen. 1971 kam die Hainer Ortsflur zu Kahnsdorf, mit diesem 1994 zu Lobstädt und schließlich 2008 zu Neukieritzsch.
Die mit der Deutschen Wiedervereinigung 1989/90 einhergehende wirtschaftspolitische Veränderung führte zu einem drastischen Rückgang des Braunkohlebedarfs, wodurch der Tagebau Witznitz II trotz vorhandener Lagerstätten bis 1993 vorzeitig stillgelegt wurde. Aus einem renaturierten Restloch entwickelte sich in der Folgezeit der nach Hain benannte Hainer See, der 2010 seinen endgültigen Wasserstand erreichte. Nördlich der ehemaligen Ortslage Hain entsteht derzeit mit dem Nordstrand Rötha eine Freizeitanlage mit Hafen, Ferienhaussiedlung und Campingplatz.